# Býčkovice
Býčkovice är en ort i Tjeckien.   Den ligger i regionen Ústí nad Labem, i den nordvästra delen av landet, 50 km norr om huvudstaden Prag. Býčkovice ligger 204 meter över havet och antalet invånare är 283.
Terrängen runt Býčkovice är platt åt sydost, men åt nordväst är den kuperad.Runt Býčkovice är det ganska glesbefolkat, med 38 invånare per kvadratkilometer. Närmaste större samhälle är Ústí nad Labem, 17,0 km nordväst om Býčkovice. Trakten runt Býčkovice består till största delen av jordbruksmark.